# پارک ملی بنف

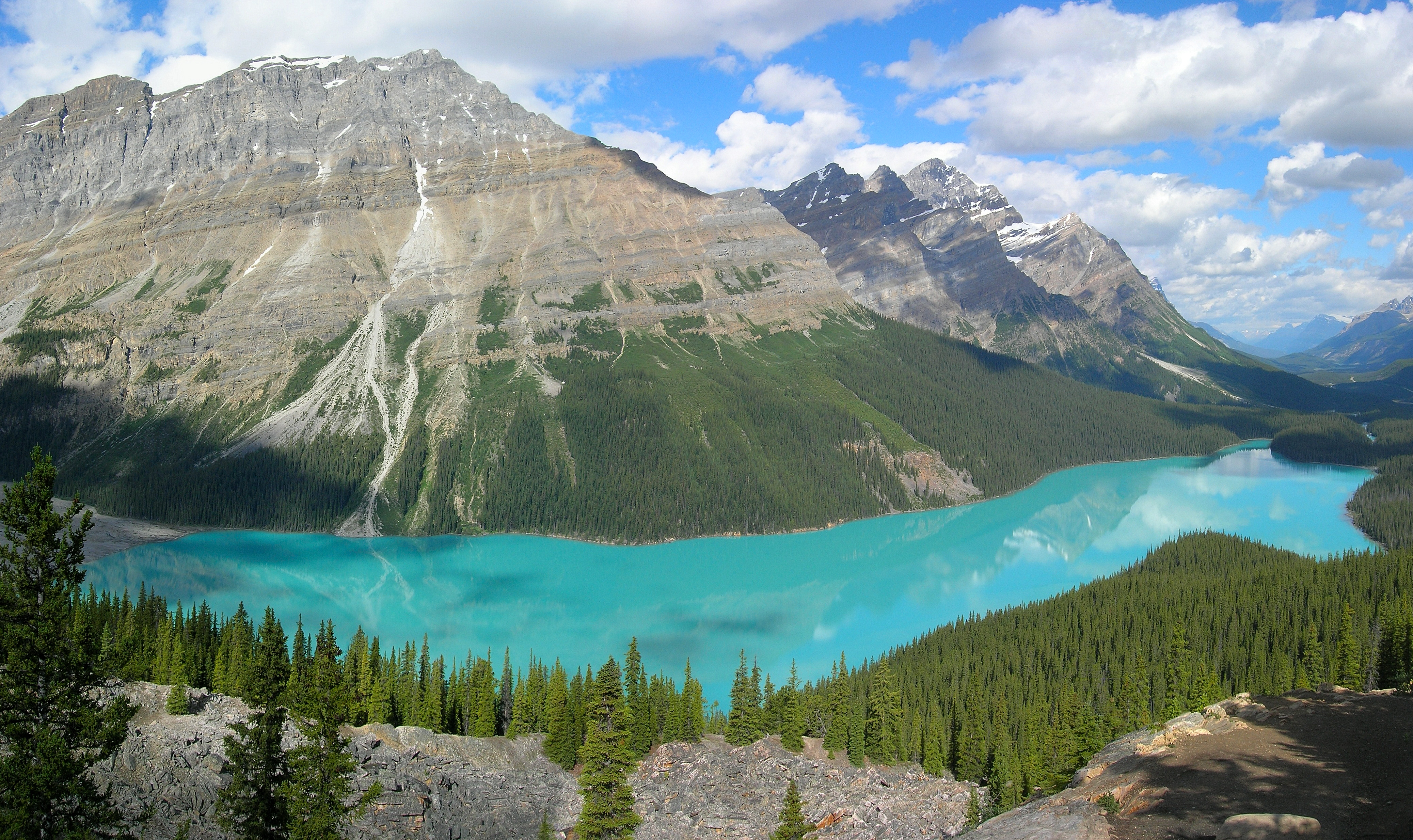
تصویری از دریاچه پی‌تو در پارک ملی بنف.

پارک ملی بَنف (به انگلیسی: Banff National Park) نام قدیمی‌ترین پارک ملی در کشور کانادا است. این پارک ملی در میان رشته‌کوه راکی در نزدیکی شهر بنف در استان آلبرتا، کانادا واقع شده‌است.
پارک ملی بنف به عنوان یکی از پربازدیدترین پارک‌های ملی جهان شناخته می‌شود.
پارک ملی بنف به همراه سه پارک ملی دیگر به نام‌های پارک ملی جاسپر، پارک ملی کوتنی و پارک ملی یوهو تحت عنوان پارک‌های رشته کوه راکی در میراث جهانی یونسکو به ثبت جهانی رسیده‌است.
عواملی از جمله وجود یخچال‌های طبیعی، دشت‌های یخی و جنگل‌های مخروطی و مناظر زیبا باعث می‌شود تا این پارک هر ساله میزبان تعداد زیادی گردشگر از سرتاسر جهان باشد. دشت یخی پارک از دریاچه لویز تا پارک ملی جاسپر ادامه دارد. پارک ملی بنف از غرب به پارک ملی یوهو، از جنوب به پارک ملی کوتنی و از جنوب شرقی به منطقه کاناناسکیس خاتمه می‌یابد. بزرگترین مرکز کسب درآمد این پارک در دره رودخانه باو در شهر بنف قرار دارد.

## تاریخچه
در ابتدا تنها وسیله برای رفت‌وآمد به این پارک راه‌آهن کانادا بود که اوایل باعث جذب گردشگران به این پارک می‌شد اما در اوایل قرن بیستم در این پارک شروع به جاده‌سازی شد. از این جاده‌ها تا سال ۱۹۶۰ که پارک به‌طور کامل افتتاح شد استفاده نشد. بعد از بازگشایی پارک اعلام شد که پارک ملی بنف در طول سال بازدیدکننده می‌پذیرد، به همین دلیل تعداد زیادی گردشگر به سمت این پارک روانه شد به‌طوری‌که در سال ۱۹۹۰ بیش از ۵ میلیون گردشگر از این پارک دیدن کردند. همچنین میلیون‌ها نفر از طریق بزرگراه ترانس کانادا از این پارک بازدید و عبور کرده‌اند.

## اکوسیستم
بیش از سه میلیون بازدیدکننده در سال، سلامت اکوسیستم این پارک را تهدید می‌کند. در اواسط دهه ۱۹۹۰ مؤسسه پارک‌های کانادا مطالعه‌ای دو ساله را شروع کرد که منجر به توصیه‌های مدیریتی و سیاست‌های جدید با هدف حفظ تمامیت زیست‌محیطی شد.

## نگارخانه

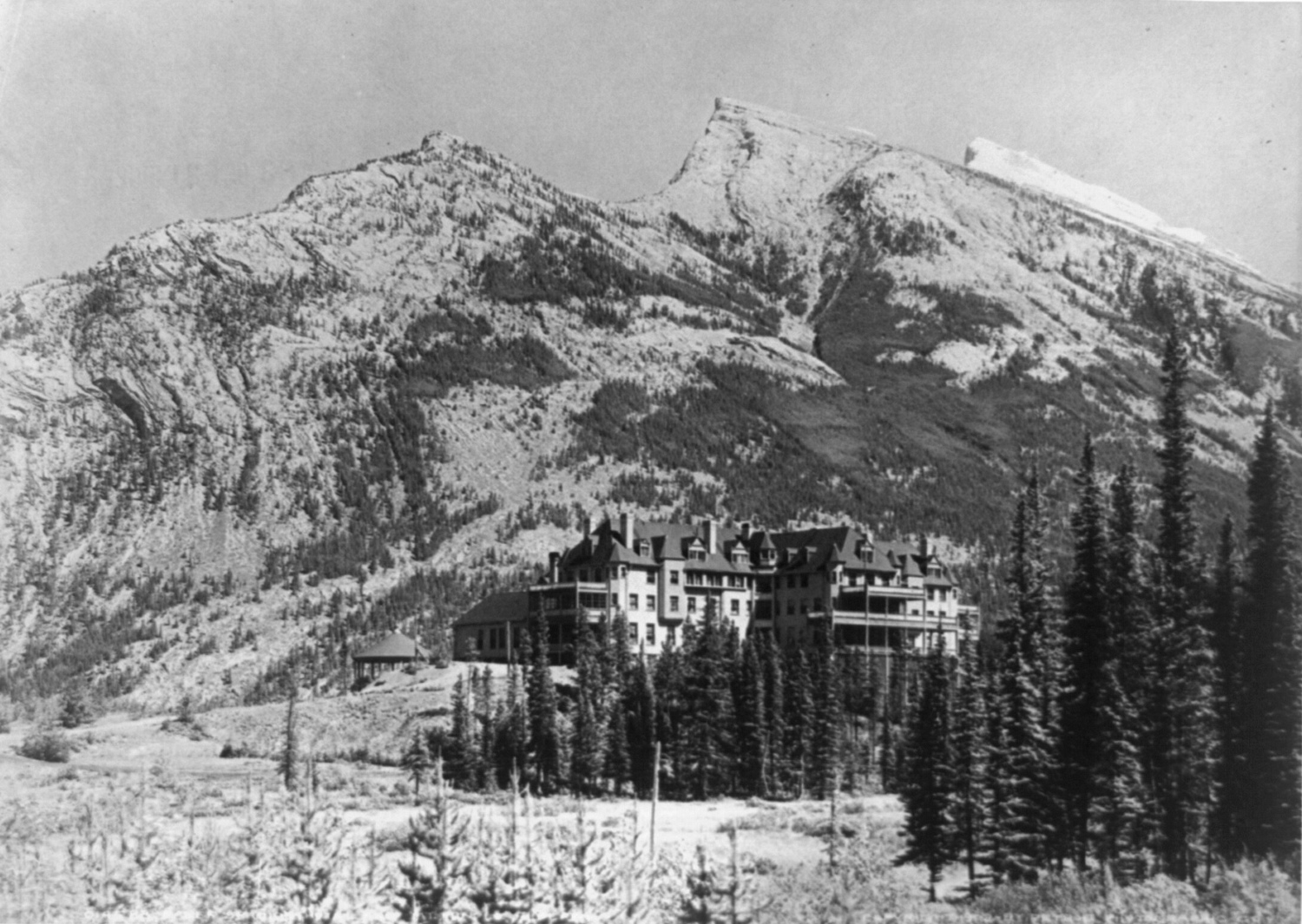
هتل اسپرینگ بنف در ۱۹۰۲
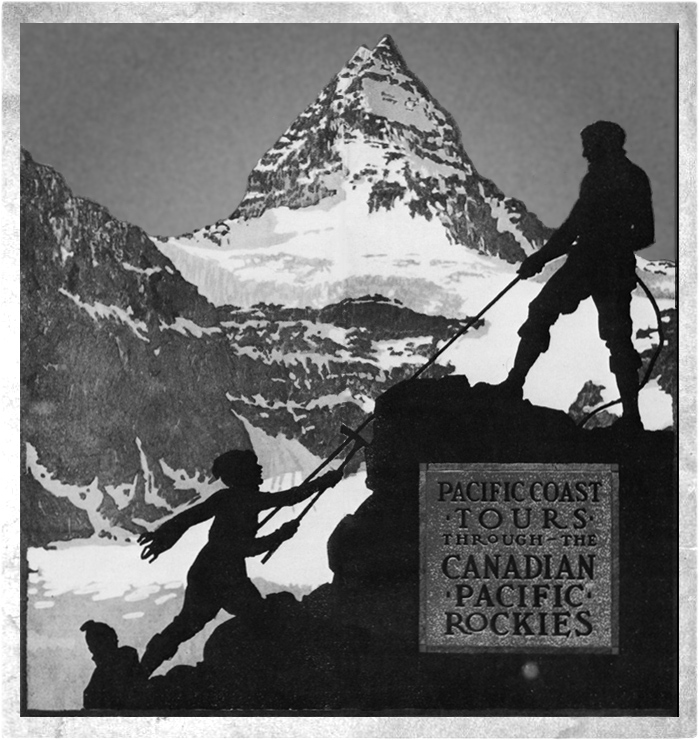
بروشور تبلیغاتی راه آهن کانادا پسیفیک در ۱۹۱۷ از قله‌های کوه آسینبون و مناظر بنف.
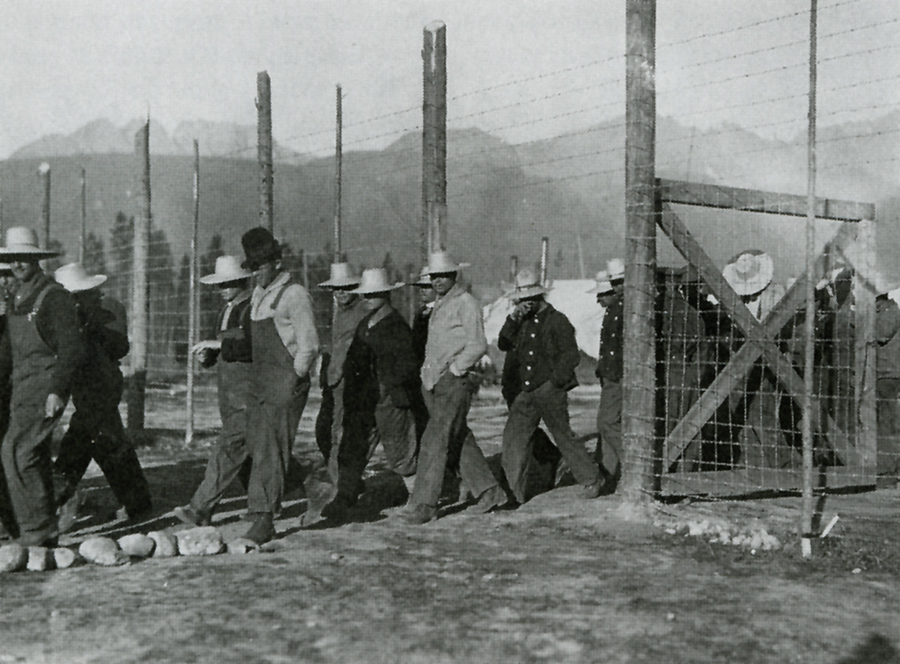
اردوگاه قلعه کوهستان در ۱۹۱۵
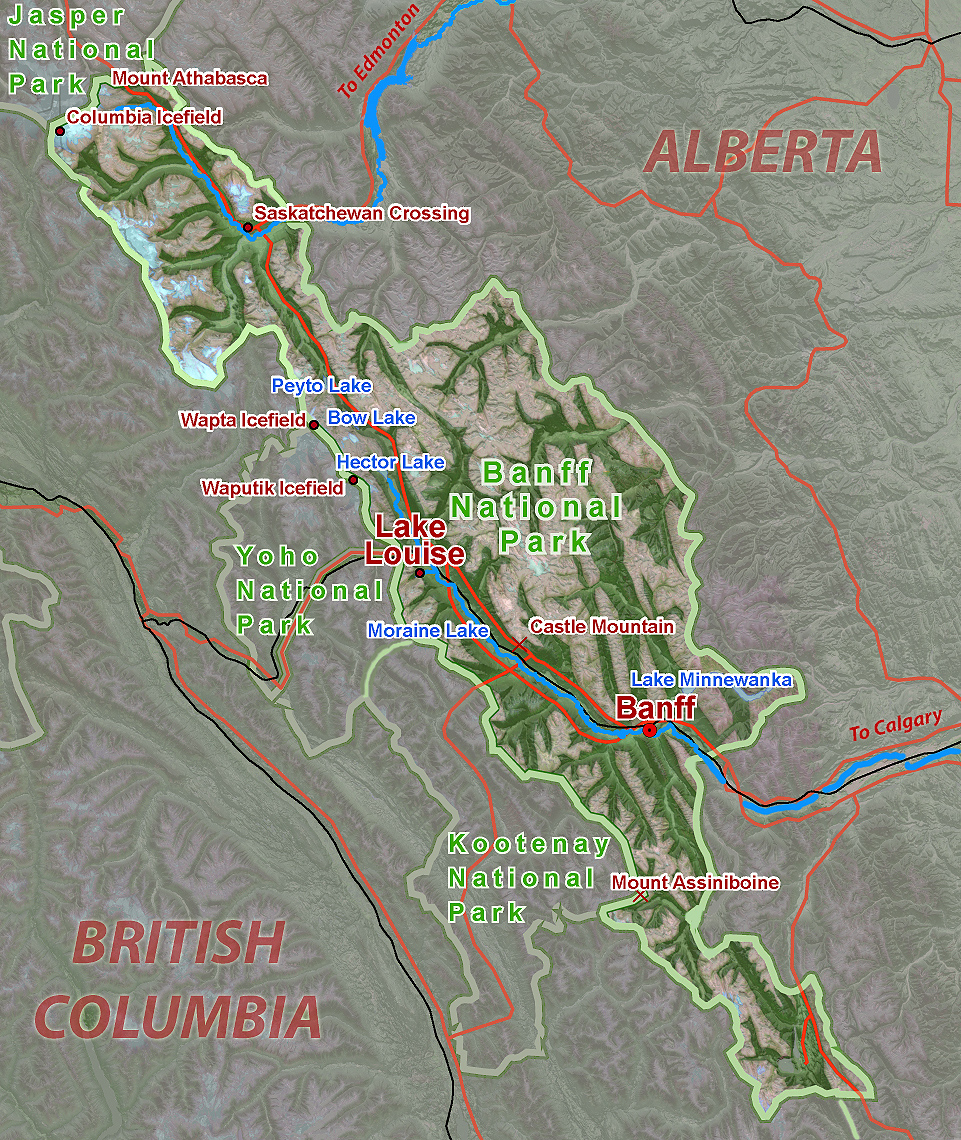
نقشه پارک ملی بنف
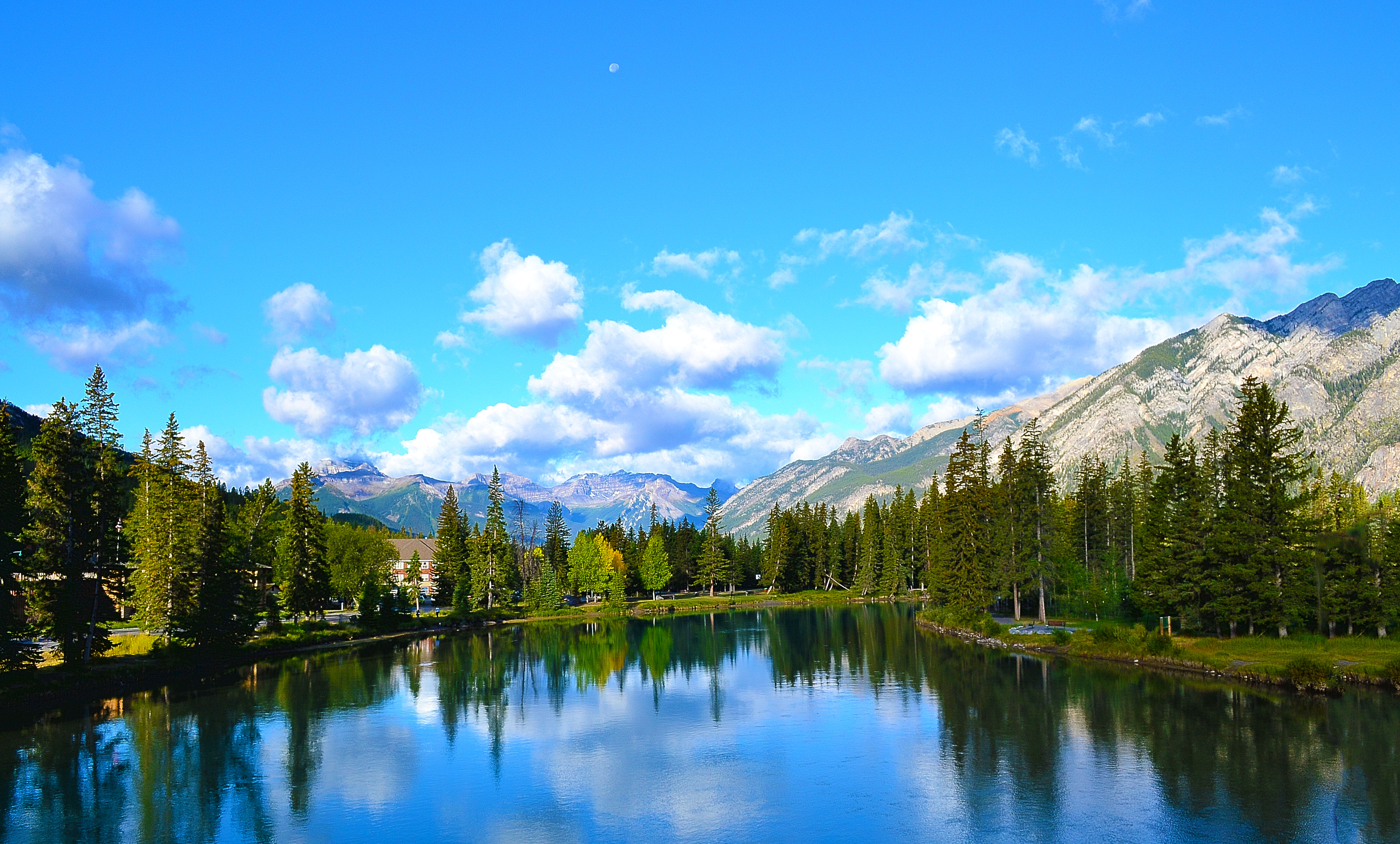
رودخانه باو
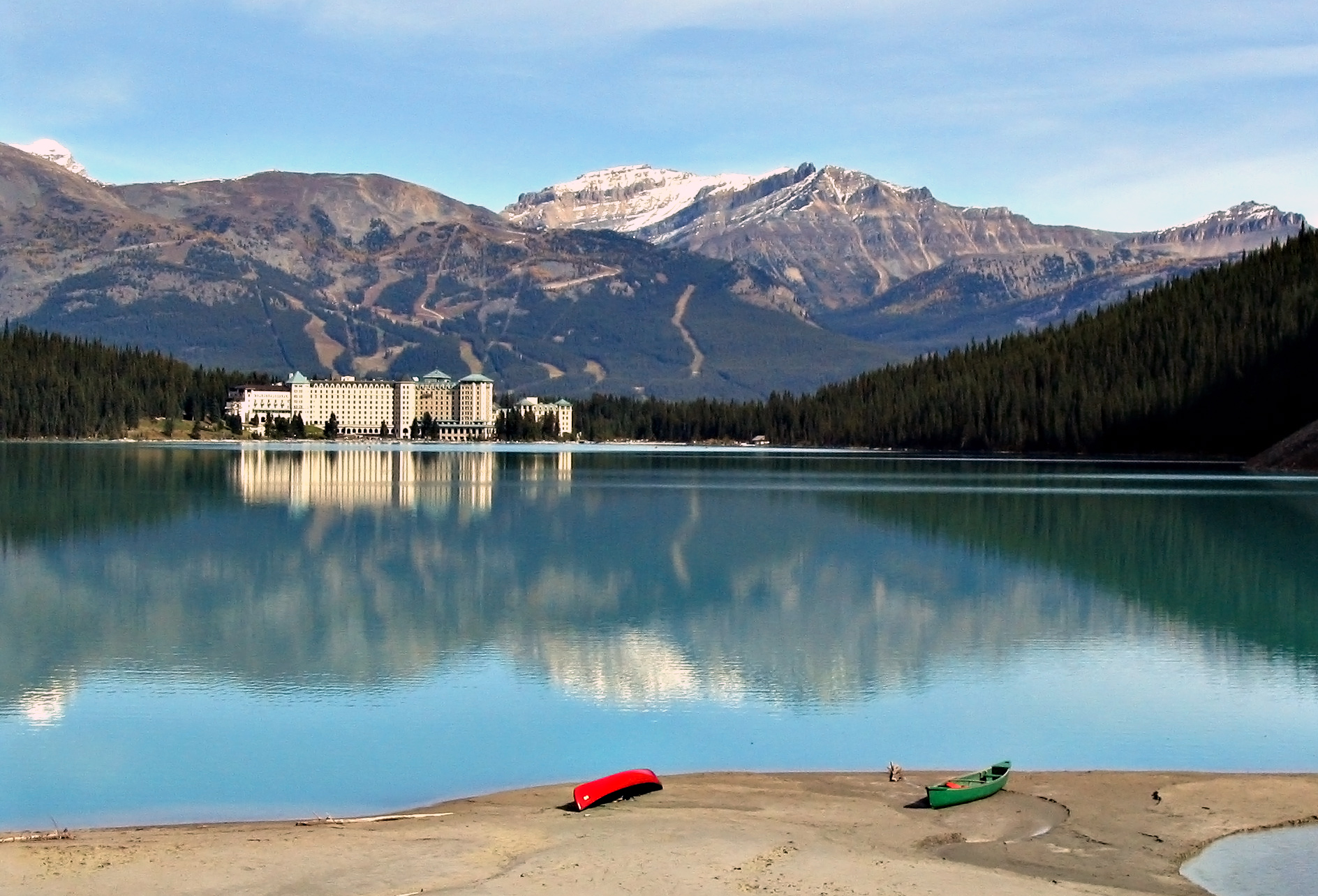
دریاچه لویز
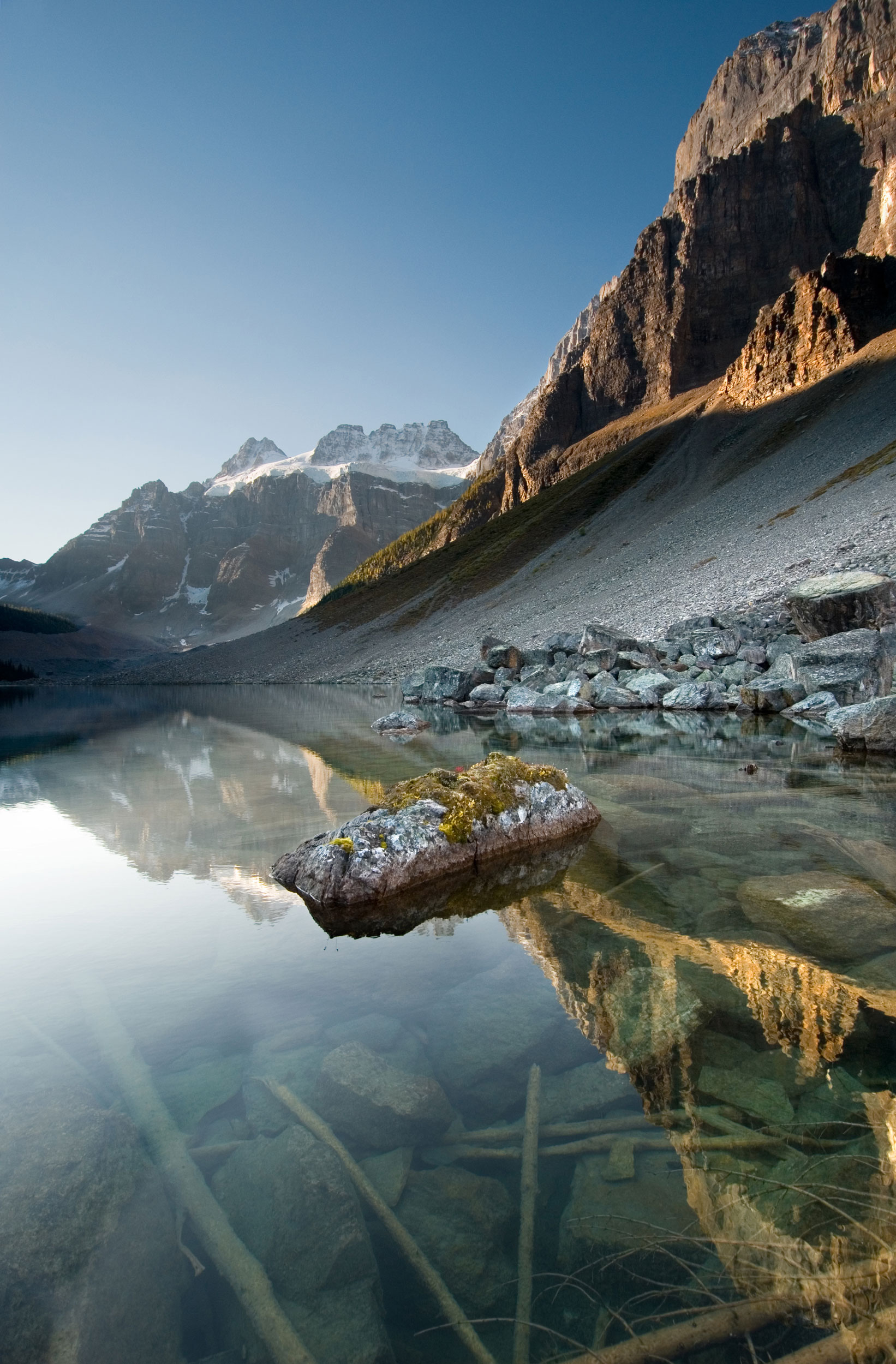
دریاچه کونسلاتیون پایین
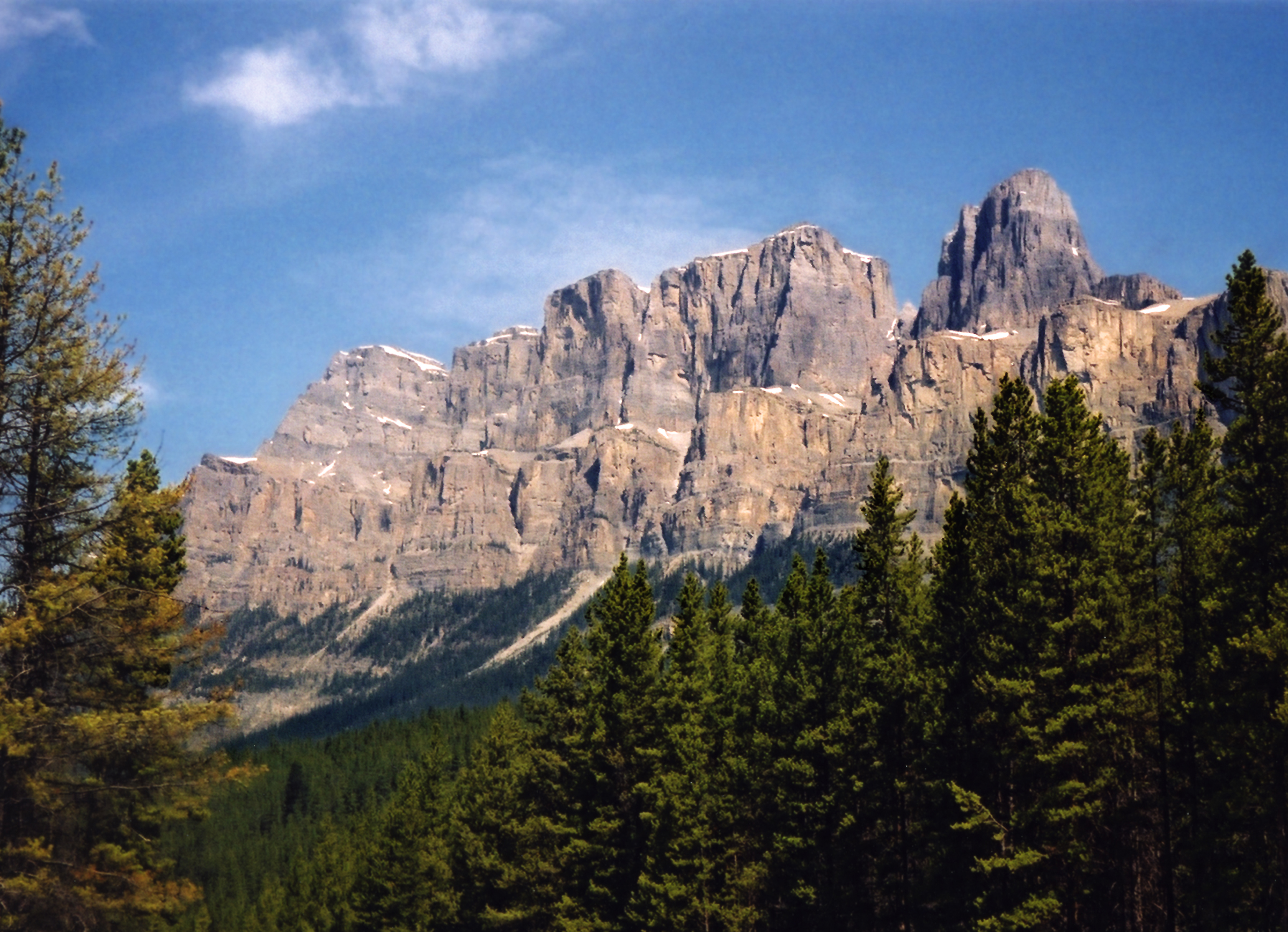
کوه کاستل
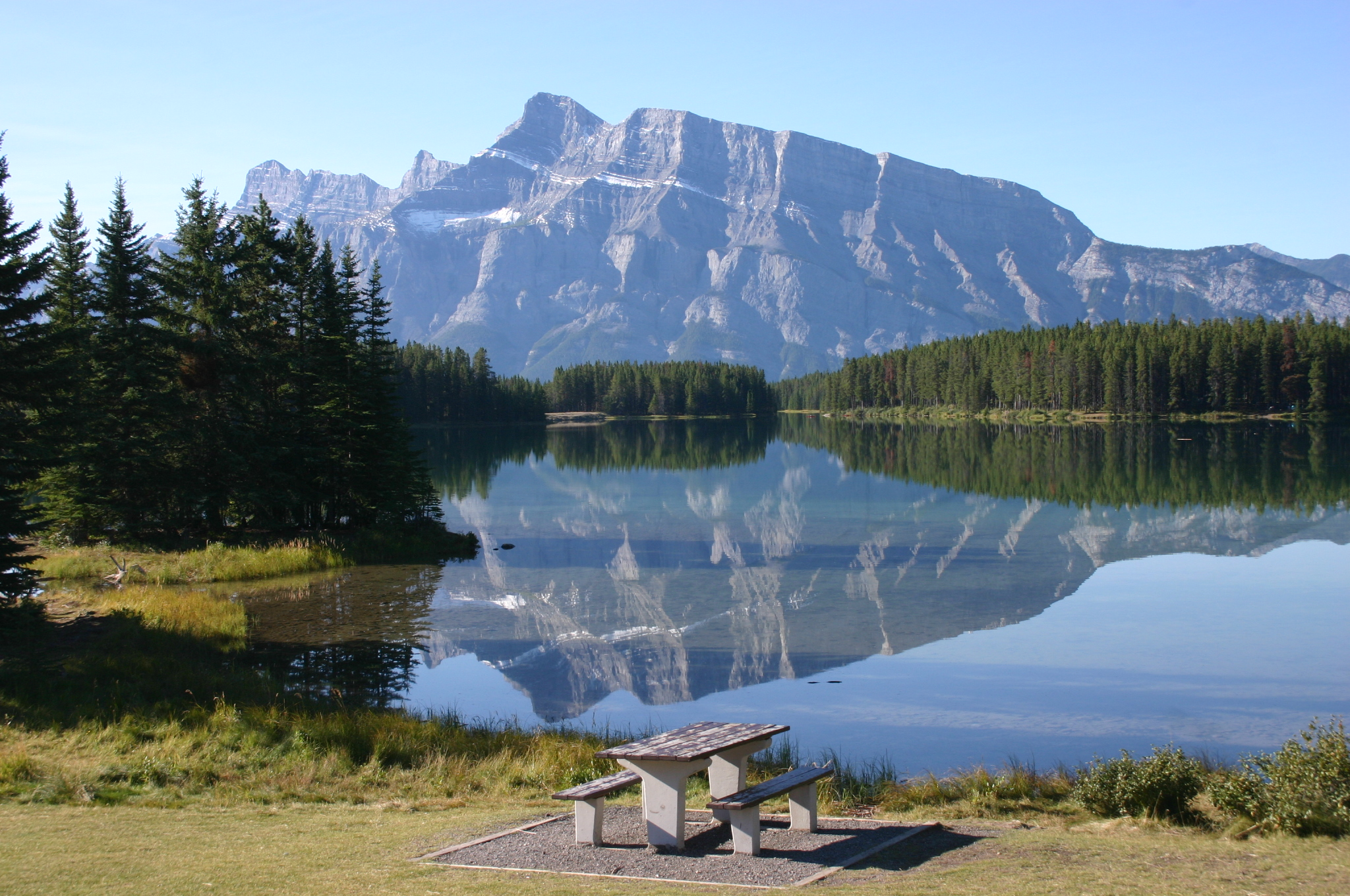
دریاچه جک و کوه روندله
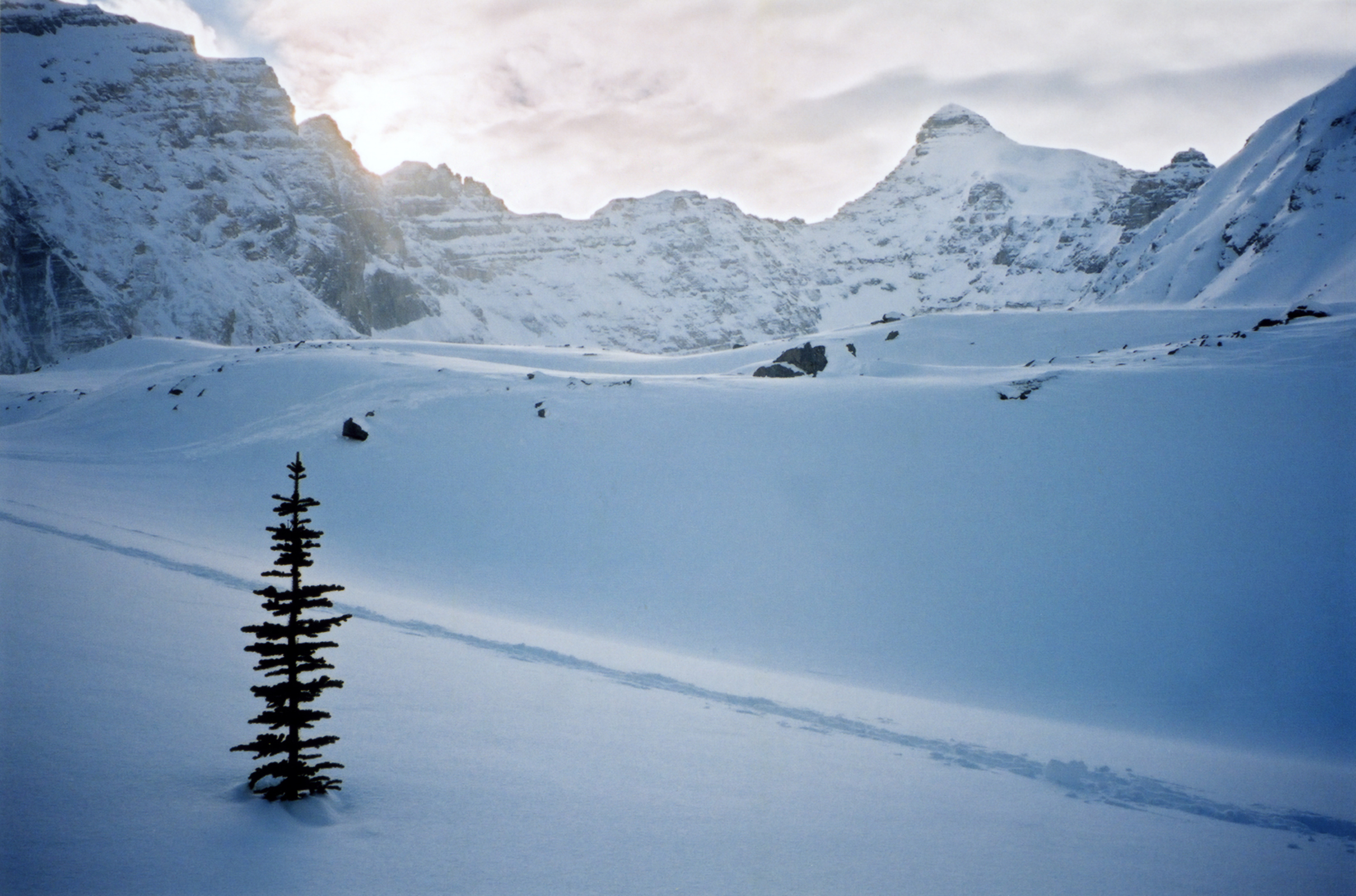
پارکر ریج، در نزدیکی منطقه یخی کلمبیا
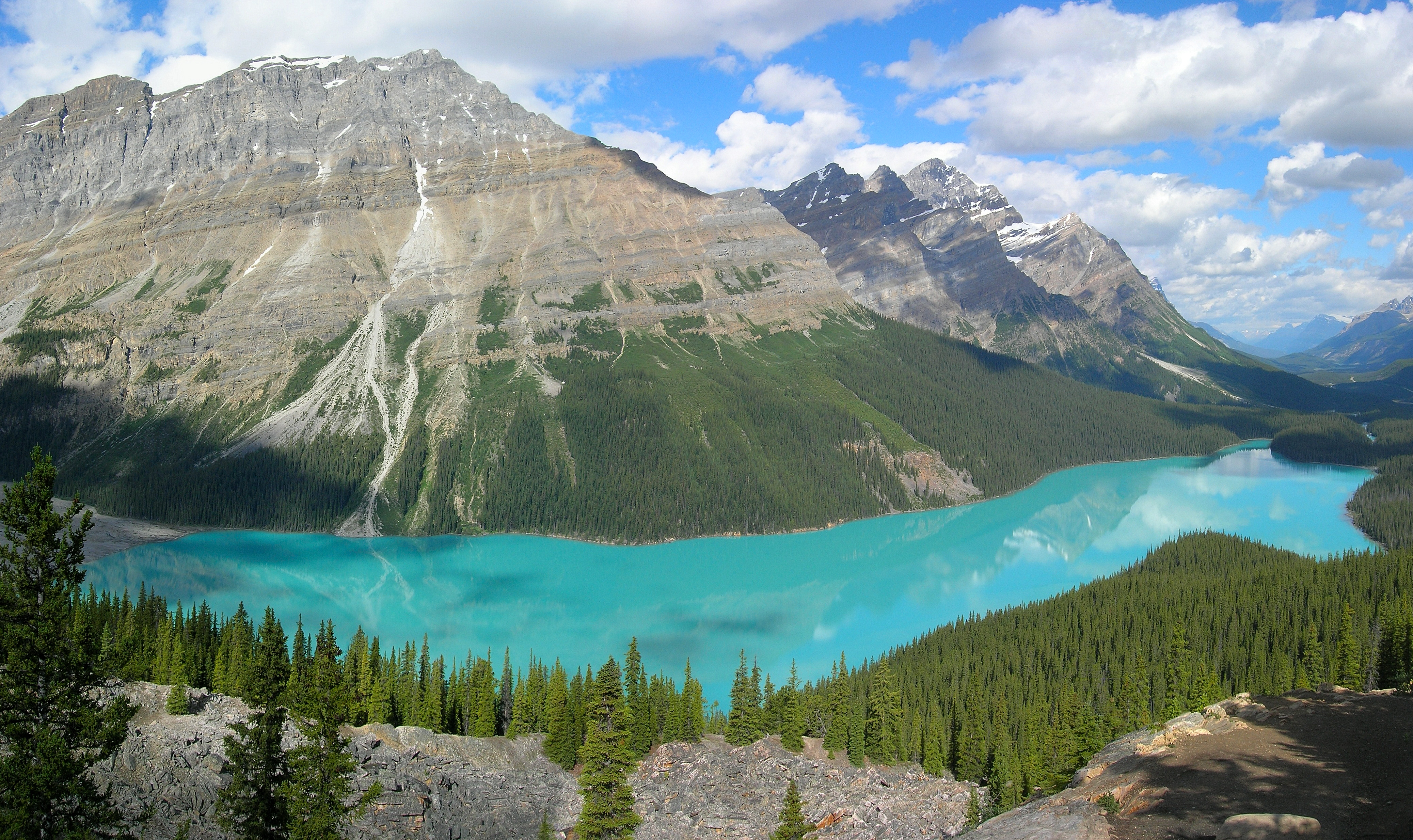
دریاچه پی‌تو
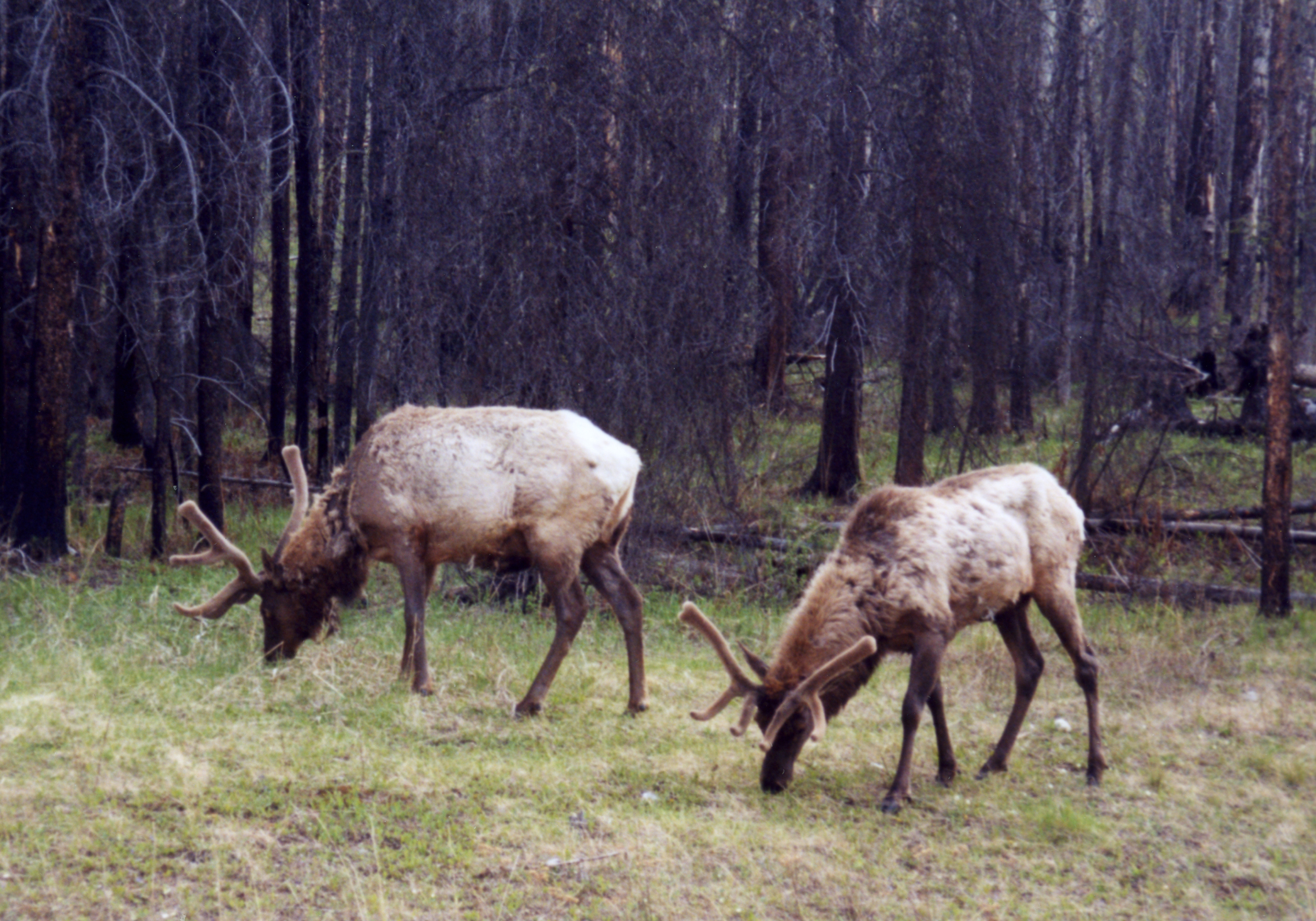
واپیتی یا اِلک در بنف
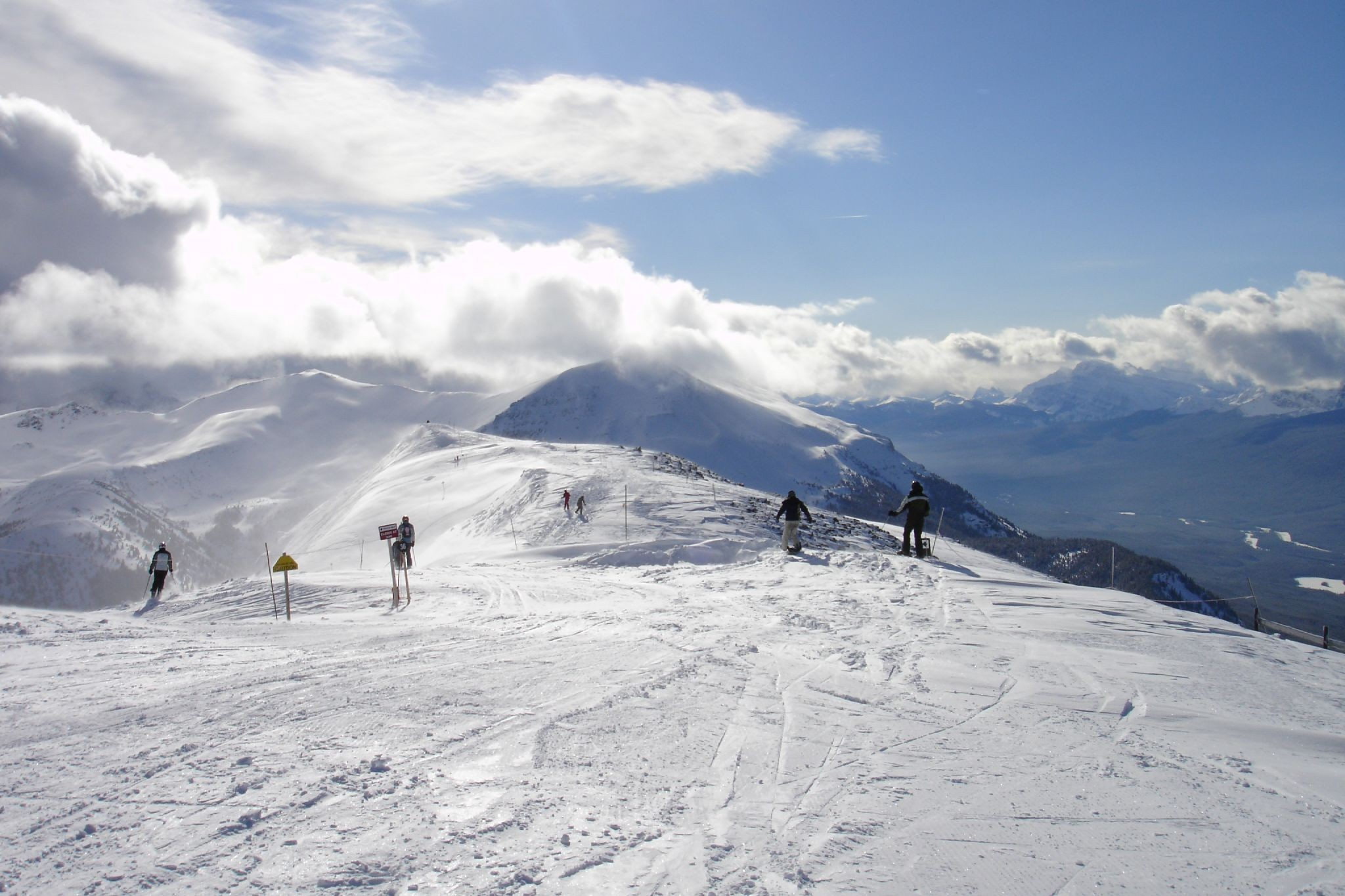
اسکی در دریاچه لویز
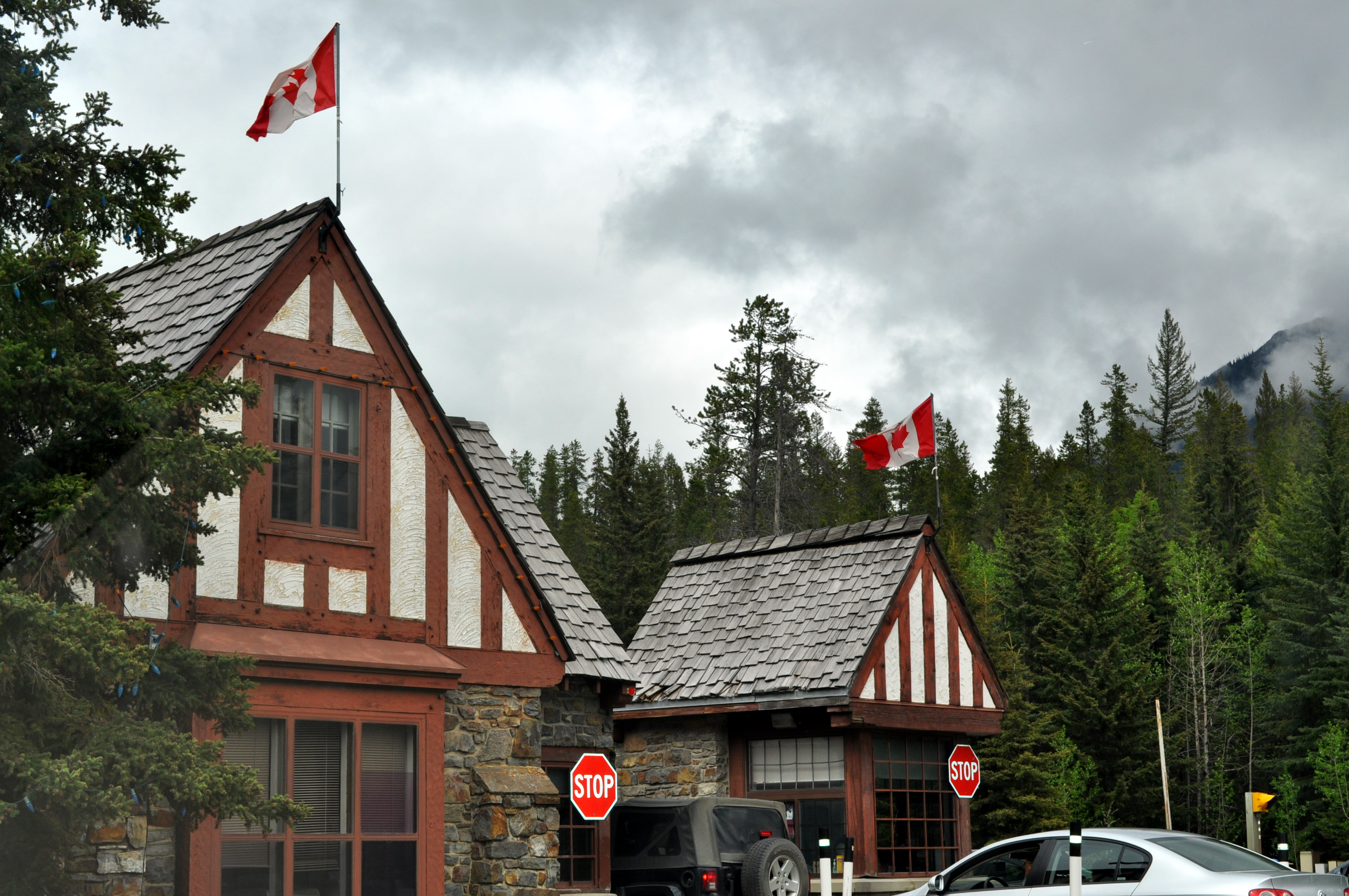
ایستگاه ورودی پارک ملی بنف
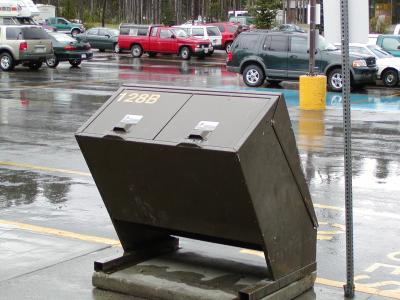
سطل‌های آشغال در دریاچه لویز که به نحوی طرحی شده که خرس‌ها نتوانند آن را باز کنند.
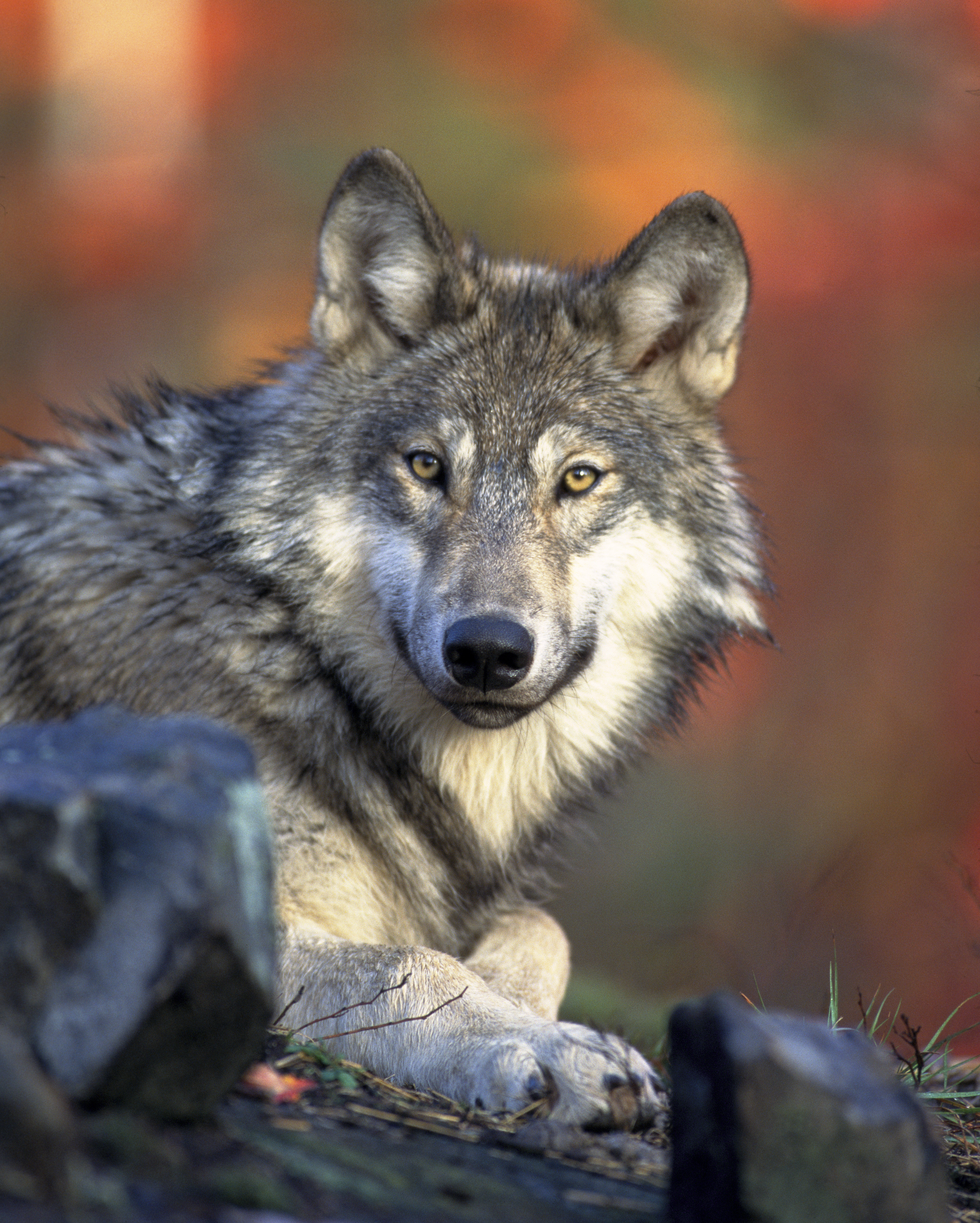
گرگ خاکستری در پارک ملی بنف
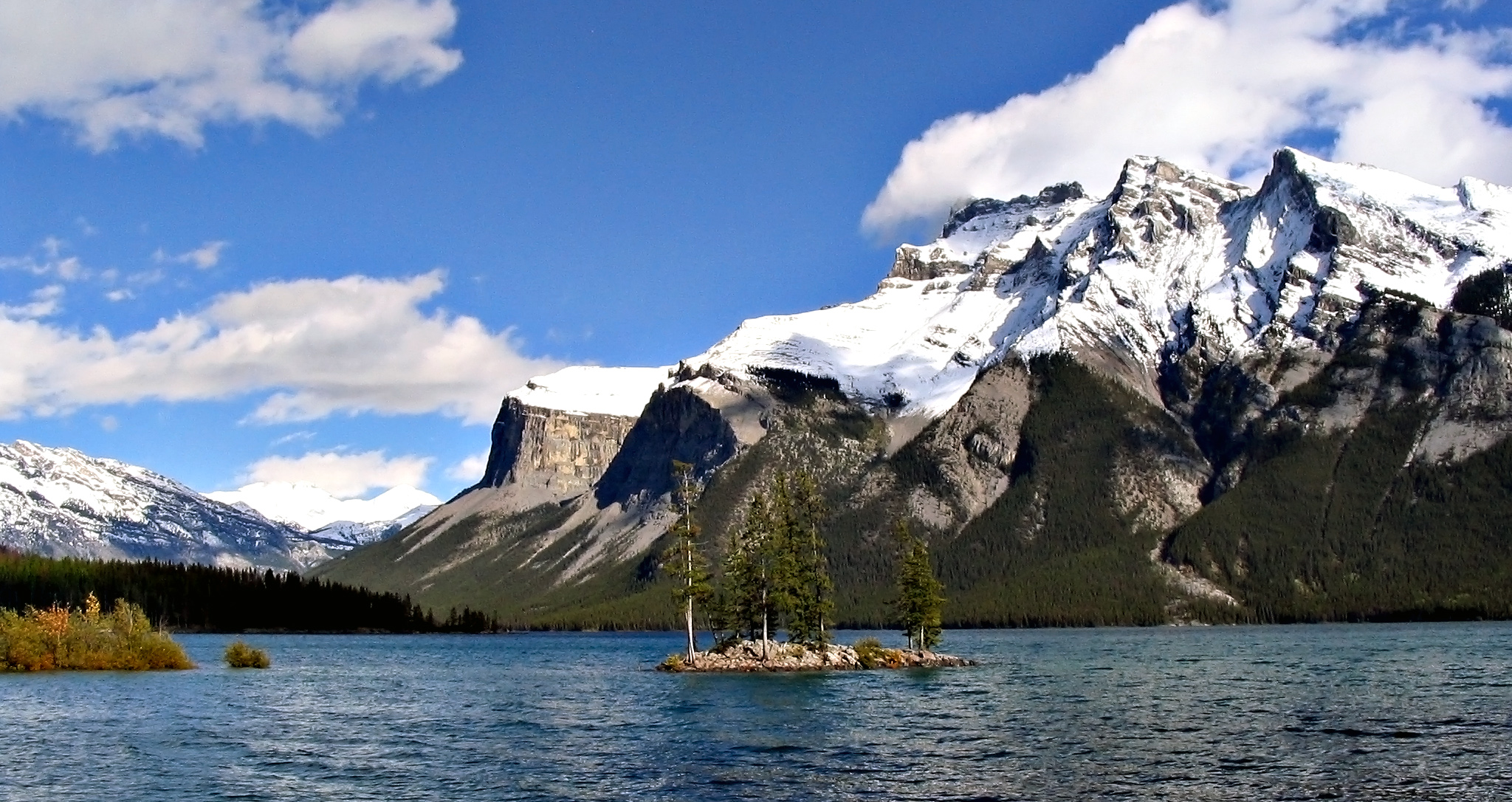
دریاچه میننوانکا
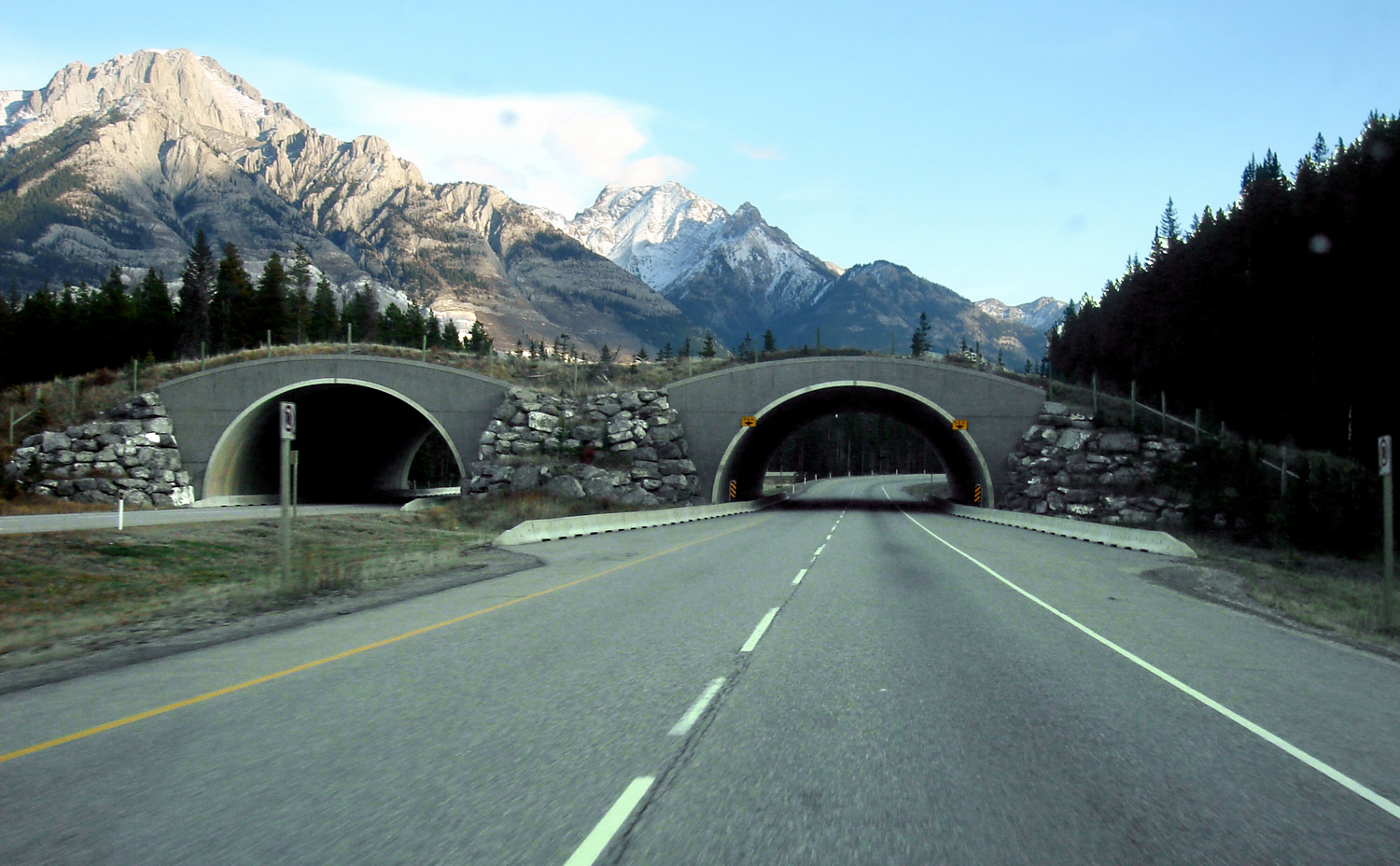
پل برای عبور حیات وحش از روی بزرگراه ترنس کانادا

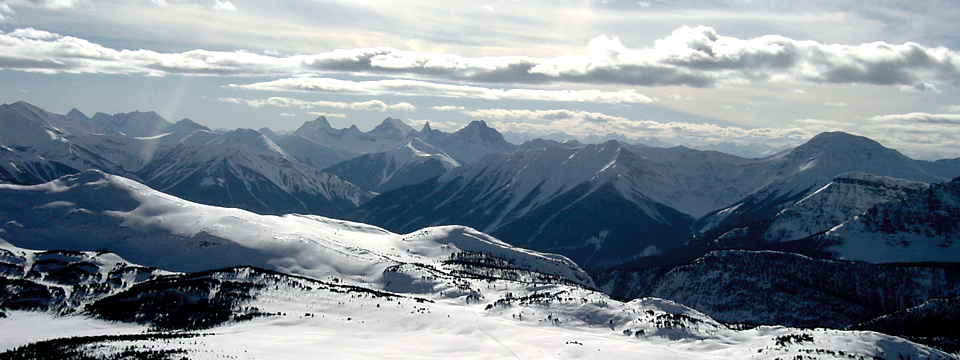
چشم‌انداز پارک ملی بنف

تابستان در بنف مشرف به رودخانه باو

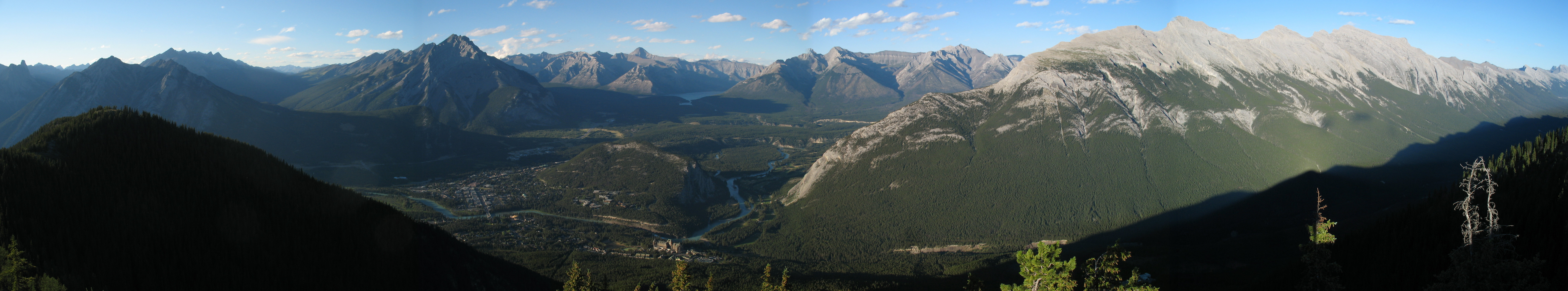
چشم‌انداز بنف و مناطق اطراف آن از قله کوه سولفور (کوه گوگرد)

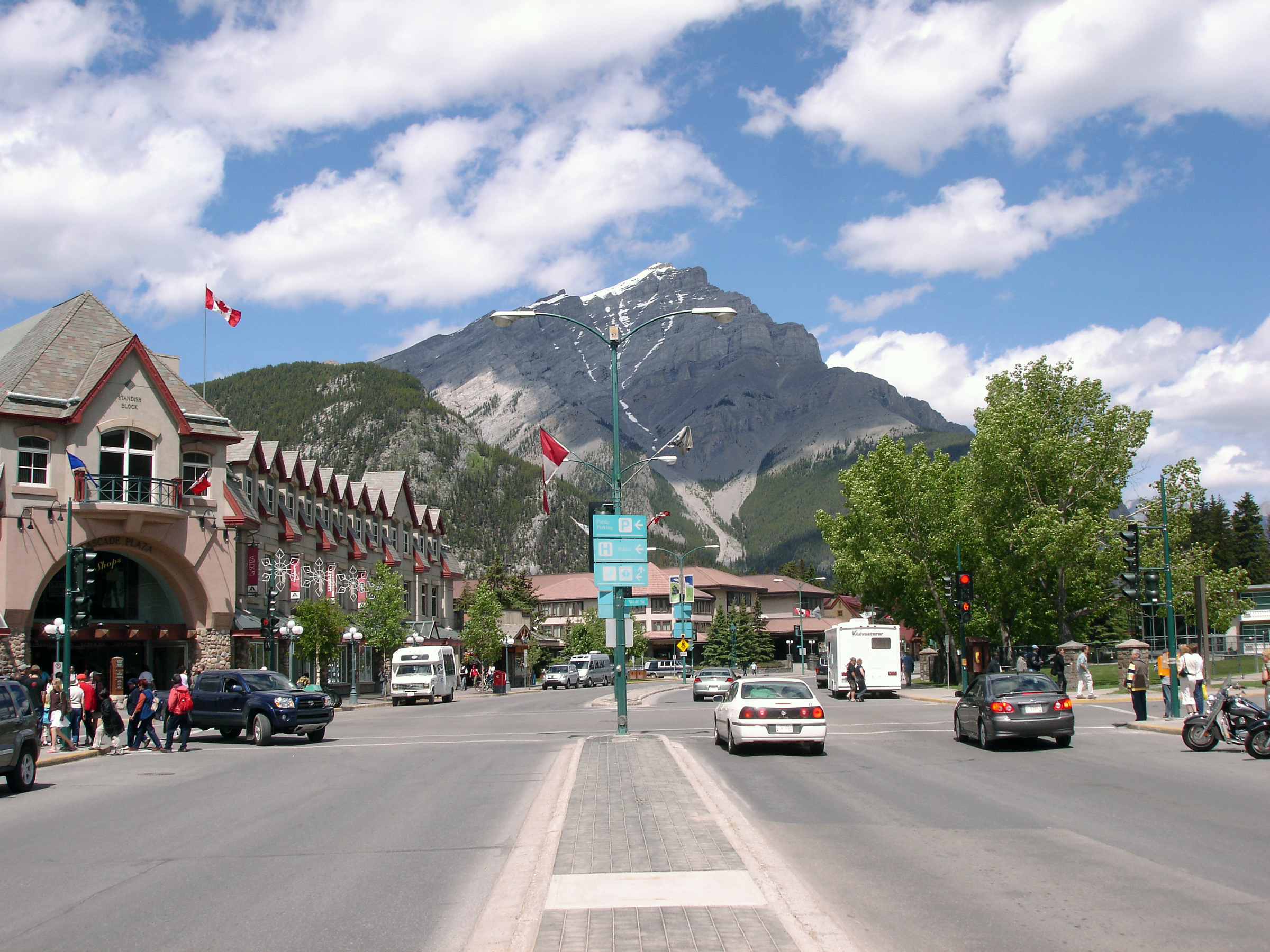
سایت شهری بنف